# سرنر

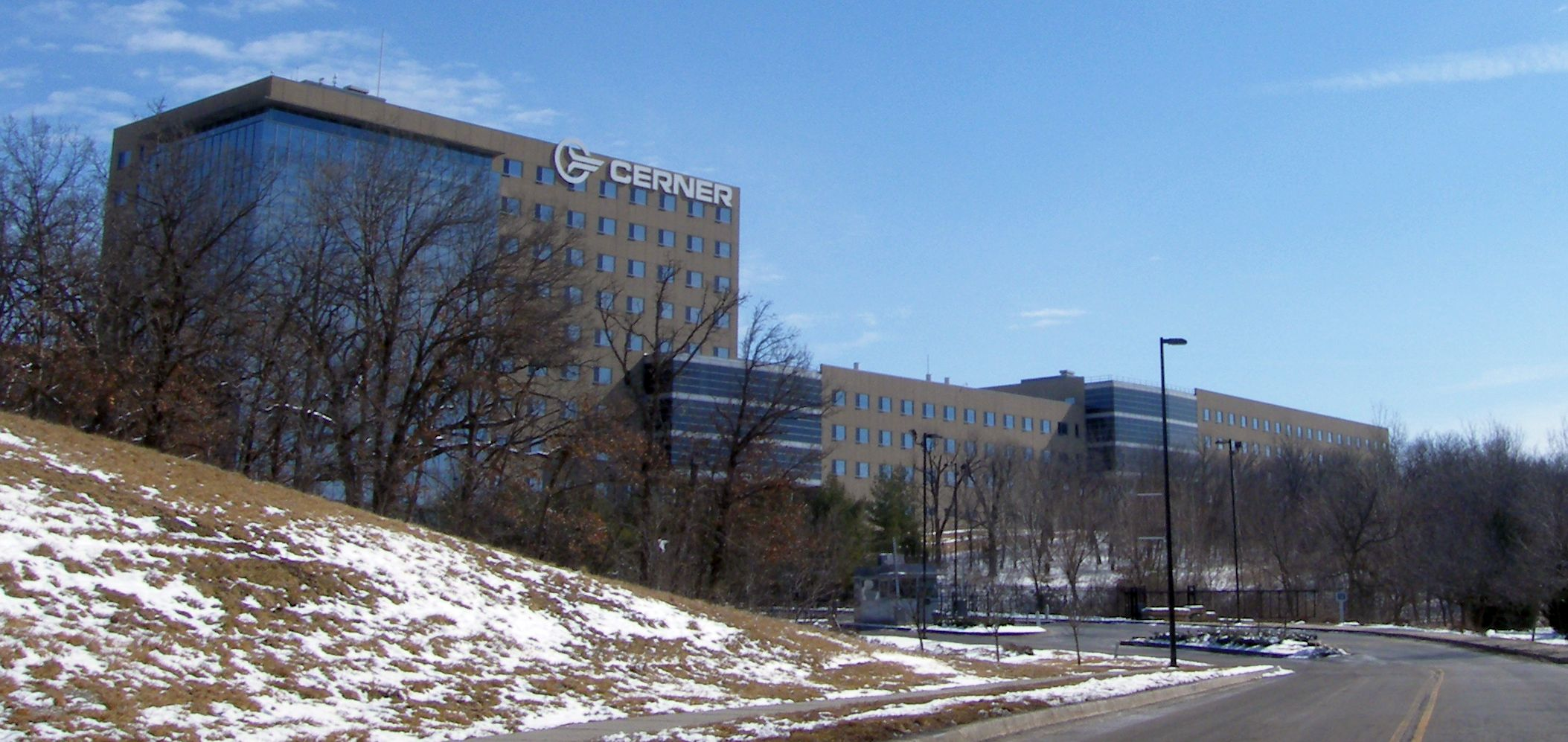

سرنر (Cerner) تأسیس ۱۹۷۹ نام یک شرکت فناوری اطلاعات آمریکاییست. تمرکز و تخصص این شرکت در انفورماتیک پزشکی است و در خارج از آمریکا نیز حضور دارد.
مرکز این شرکت در کانزاس سیتی قرار دارد

## نگارخانه

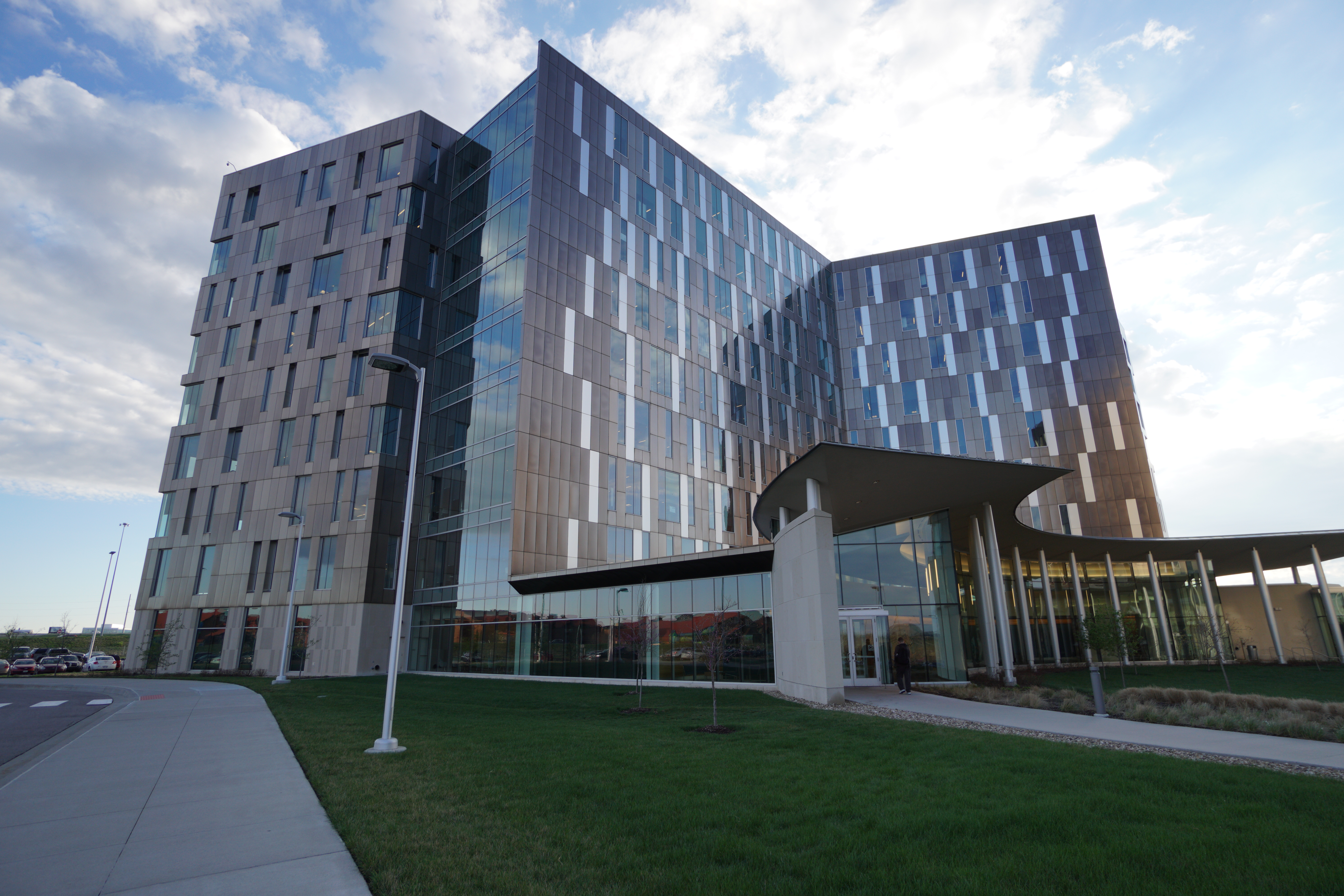
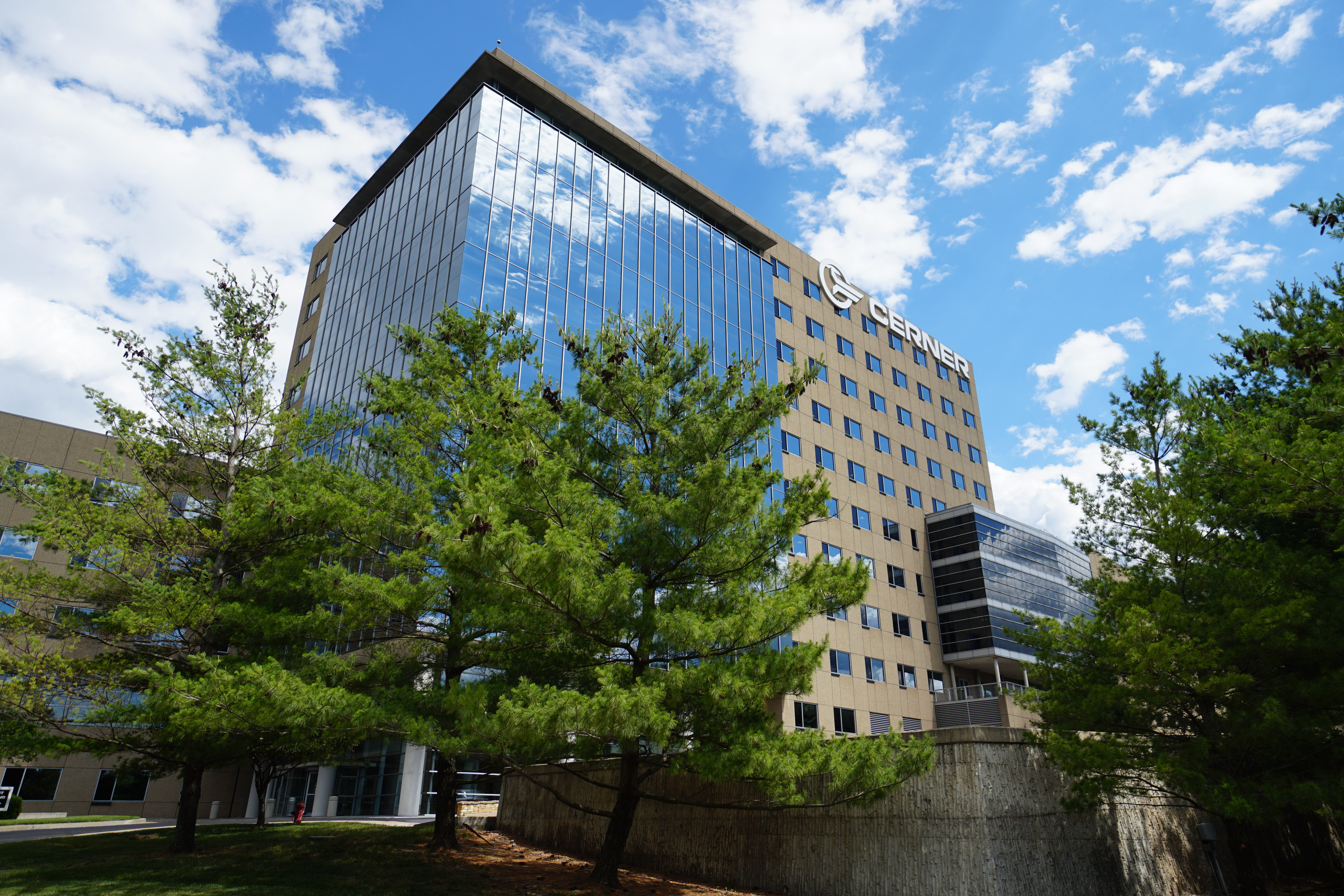
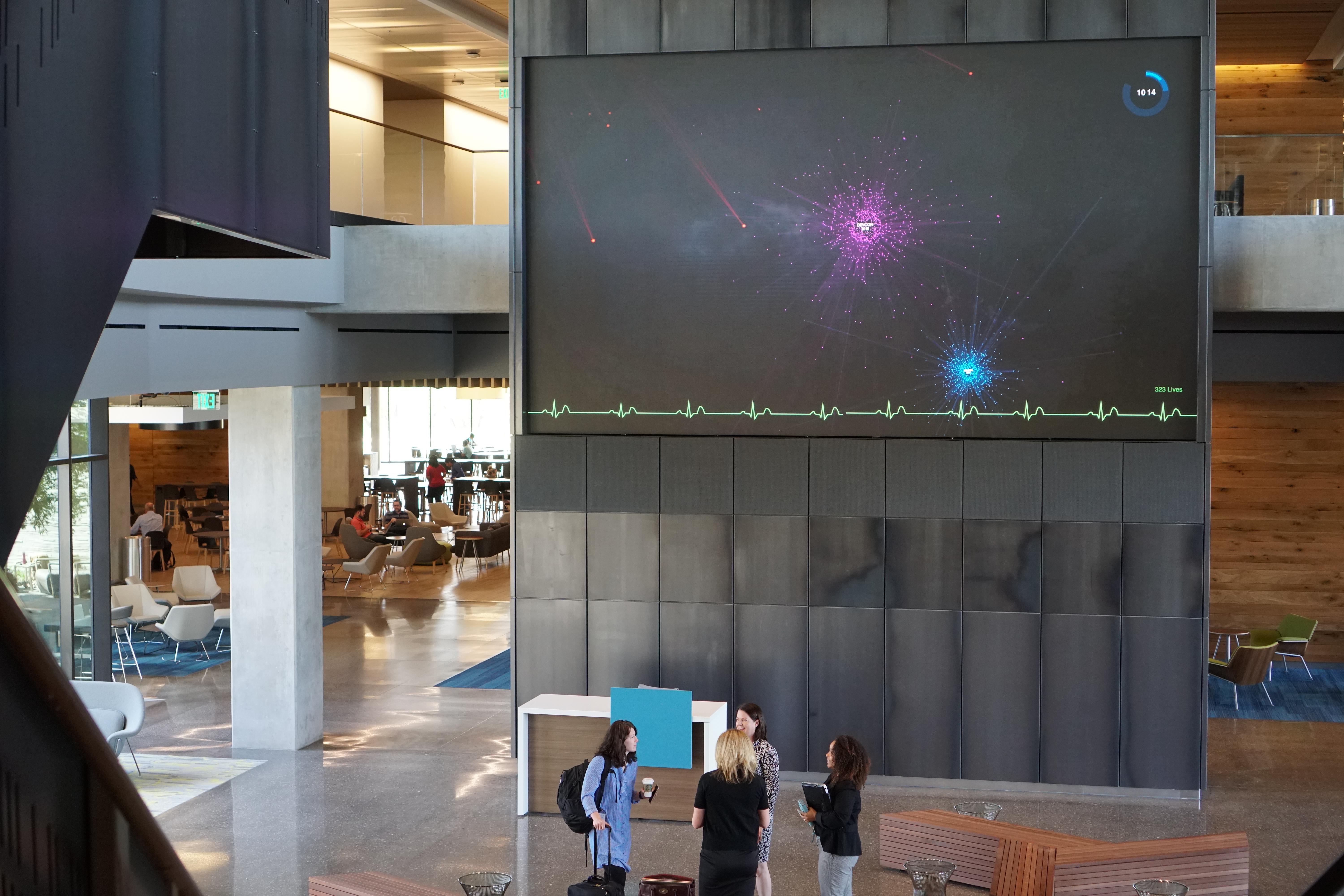
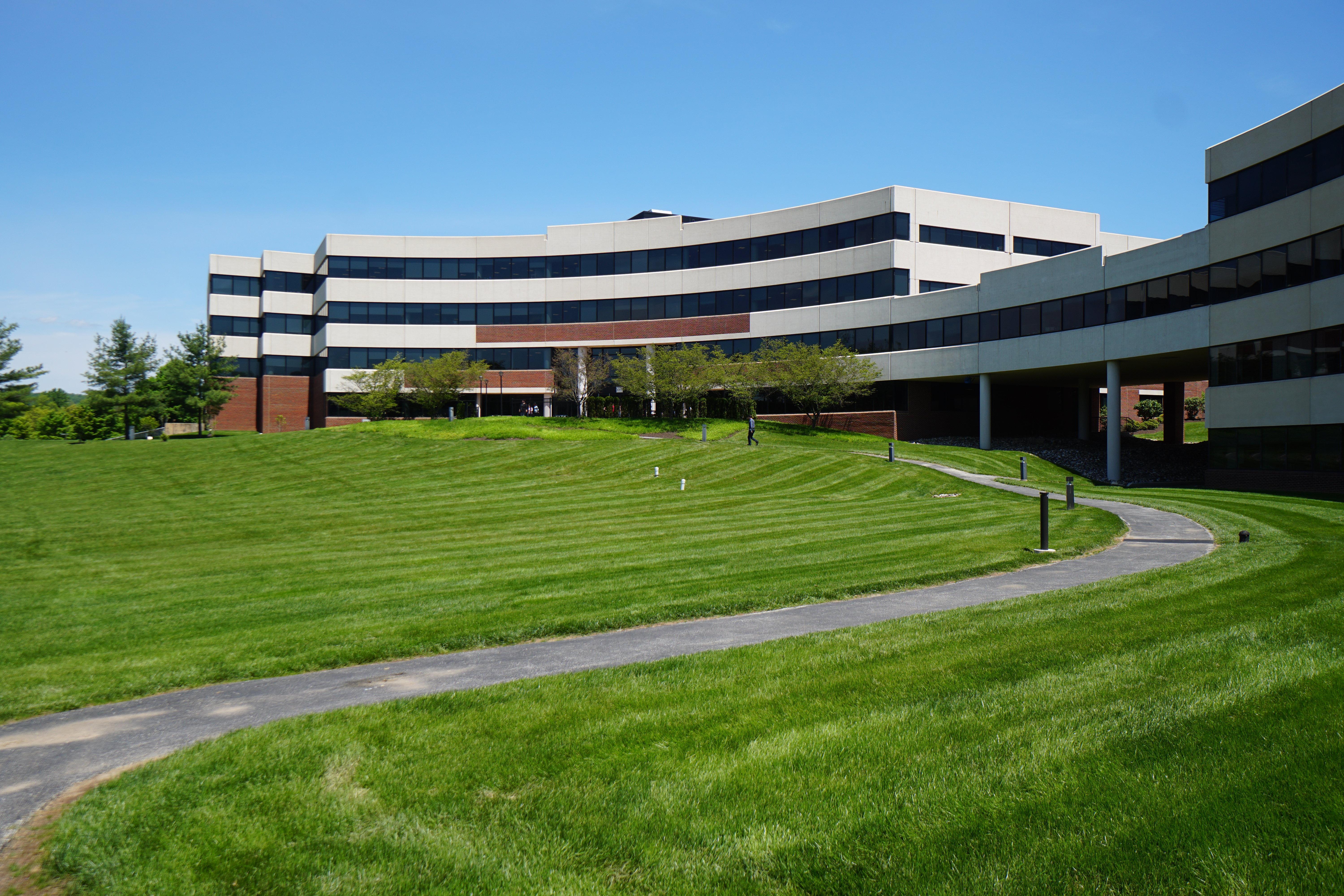